# Désir sous les ormes
Pour les articles homonymes, voir Désir sous les ormes (homonymie).
 (juin 2018).
Si vous disposez d'ouvrages ou d'articles de référence ou si vous connaissez des sites web de qualité traitant du thème abordé ici, merci de compléter l'article en donnant les références utiles à sa vérifiabilité et en les liant à la section « Notes et références ».
Désir sous les ormes (Desire Under the Elms) est une pièce de théâtre américaine en trois actes d'Eugene O'Neill, créée à Broadway (New York) en 1924.

## Argument
En 1850, lorsqu'Éphraïm, patriarche de la famille Cabot, choisit d'épouser en troisièmes noces la jeune Abbie Putnam, il déshérite ses trois enfants (qui haïssent leur père) Eben, Pierre et Siméon. Ces deux derniers (les aînés, issus du premier mariage) décident de quitter la ferme familiale et de se faire chercheurs d'or en Californie. En revanche, le cadet Eben (issu du deuxième mariage) reste et tombe amoureux d'Abbie dès sa venue. Les deux jeunes gens échafaudent alors un plan pour récupérer la ferme et humilier le vieux Cabot...

## Fiche technique de la création
- Titre : Désir sous les ormes
- Titre original : Desire Under the Elms
- Genre : Tragédie
- Date de la première représentation : 11 novembre 1924 au  Greenwich Village Theatre, Broadway (New York)
- Date de la dernière représentation : 17 octobre 1925
- Nombre de représentations consécutives : 420

## Distribution de la création
Rôles principaux
- Walter Huston : Éphraïm Cabot
- Charles Ellis : Eben Cabot
- Mary Morris : Abbie Putnam
- Perry Ivins : Pierre Cabot
- Allan Nagle : Siméon Cabot

Rôles secondaires (sélection)
- Walter Abel : le shérif
- Eloise Pendleton : la jeune fille

## Reprises à Broadway
- 1952 (46 représentations), avec Karl Malden (Éphraïm Cabot), Douglass Watson (en) (Eben Cabot), Carol Stone (en) (Abbie Putnam) et Jocelyn Brando (la jeune fille)
- 2009 (32 représentations), avec Brian Dennehy (Éphraïm Cabot), Pablo Schreiber (Eben Cabot) et Carla Gugino (Abbie Putnam)

## Adaptation au cinéma
- 1958 : Désir sous les ormes (Desire Under the Elms) de Delbert Mann, avec Sophia Loren (Anna Cabot = Abbie Putnam), Anthony Perkins (Eben Cabot) et Burl Ives (Éphraïm Cabot)